# Solna stadsbibliotek
Solna stadsbibliotek är samlingsnamnet för folkbiblioteken i Solna kommun. Organisationen består av biblioteket i Solna centrum, det meröppna biblioteket på Bergshamra torgoch det integrerade skol- och folkbiblioteket på Ulriksdalsskolan. Även det digitala biblioteket räknas till organisationen. Biblioteket samarbetar också med Järvastaden om bokstugan Mulle Meck-huset i Mulle Meck-parken i Järvastaden.

## Historik
Solna folkbibliotek öppnade i mars 1914. Initiativet att starta folkbiblioteket kom från Solnas föreläsningsförening som arbetat folkbildande sedan 1906. Drivkraften var att kunskap och bildning skulle erbjudas alla oavsett samhällsklass. Målet 1914 var "att bygga upp ett rikhaltigt bibliotek som kunde bli en viktig faktor i folkuppfostrans tjänst". Startåret 1914 var det statliga bidraget till biblioteket 300 kronor, i form av inbundna böcker. Kommunen bidrog med lika stor summa pengar som togs från hundskatten. Bibliotekets böcker förvarades i ett bokskåp i en av Centralskolans skolsalar. Byggnaden Centralskolan i Hagalund finns kvar men inrymmer idag annan verksamhet. Adolf Berge, förskollärare i Centralskolan, åtog sig uppgiften att sköta det första folkbiblioteket i Solna. 
År 1937 flyttade folkbiblioteket och slogs samman med ABF:s studiecirkelbibliotek "Biblioteksgården" på Charlottenburgsvägen 20 i Vasalund. Till bibliotekarie utsågs Åke Östlund. Han kom att förestå biblioteket under den expansiva perioden fram till mitten av 1970-talet.
Solna blev stad 1943 och två mindre filialer öppnades, i Ulriksdal 1946 och i Huvudsta 1947. Det första barn- och ungdomsbiblioteket öppnades 1953 i Råsunda folkskola. Solna huvudbibliotek flyttade till större lokaler på Råsundavägen 100 år 1955 och nya verksamhetsgrenar tog form. Bland annat öppnas en barn- och ungdomsavdelning och den utåtriktade och sociala verksamheten tog fart bland annat med vandringsbibliotek till pensionärshemmen.
I staden påbörjades på 1960-talet bygget av ett nytt centrum. I det nya Solna centrum fick huvudbiblioteket 1964 en egen flervåningsbyggnad. Från enbart ha varit en finkulturell institution kom bibliotekets inriktning att ändras i mitten av 1960-talet. Biblioteket skulle nu fungera som "vardagsrum" med plats för samhällsinformation och kulturevenemang.
På 1970-talet öppnas en filial i Hagalund och Huvudstafilialen delades i två, en i Västra skogen och en i Huvudsta centrum. I slutet av 1980-talet gjorde datorerna sitt intåg och den digitala tidsåldern inleddes på Solnas bibliotek. På 1990-talet centraliserades biblioteksverksamheten och biblioteken i Hagalund och Västra skogen lades ner.
År 2008 öppnade Mulle Meck-biblioteket i Järvastadens Mulle Meck-park. Under hösten 2013 invigdes det meröppna biblioteket i Bergshamra.
I Bergshamra öppnades ett provisoriskt filialbibliotek på Järvstigen hösten 1959, i väntan på färdigställandet av centrumbebyggelse i stadsdelen. Filialen flyttade in i egna lokaler 1962. Det nuvarande biblioteket stod klart 1985 och ritades av Fredriksson & Endre Arkitektkontor, bostadsstiftelsen Signalisten. Med det mjukt rundade tunnvalvstaket, som symboliserar en uppslagen bok, och sina glasade gavelsidor binder byggnaden ihop det stora torget med gångstråket.
År 2018 recenserade Library Ranking Europé (LRE) Solna stadsbibliotek och gav det fem stjärnor av sex möjliga med omdömet "excellent". Endast tre bibliotek har fått det högre betyget "exceptionellt".

## Konst
Solna stad har köpt in konst sedan 1955. På Solna stadsbibliotek finns flera konstverk av kända konstnärer. Ett av konstverken som finns på biblioteket i Solna centrum är bronsskulpturen "Blä blä", gjord 1998 av konstnären Lena Cronqvist. Skulpturen föreställer en busig flicka som välkomnar besökarna med en rolig grimas, där hon sitter på golvet under den stora trappan. I Kylbergsrummet på plan 2 pryder målningen "Väntan II" av Carl Kylberg ena väggen, vilket också har gett namn åt rummet.
Framför Bergshamra bibliotek, på Bergshamra torg som byggdes 1961-1962 av arkitekten Georg Varhelyi, står en välkänd och uppskattad skulpturgrupp, Noaks ark av Sven Lundqvist, som denne lät utföra 1960-61. Den inköptes 1962 och placerades fyra år senare på torget. Från början fanns både sandlåda och plaskdamm i anslutning till skulpturgruppen men dessa försvann i samband med att det nya biblioteket uppfördes 1985. Skulpturgruppen föreställer gubben Noak, hans gumma samt sju stycken djur utförda med tanke på att barn ska kunna rida på dem. Noaks ark är ett tydligt exempel på Sven Lundqvist formfasta och rustika skapande. Material och formval påminner om den romanska medeltida konsten.

## Medier och besök
Enligt Kungliga bibliotekets statistik hade Solna stadsbibliotek 2018 totalt 146 483 fysiska medier och 13 252 e-titlar. Samma år hade biblioteken 413 968 fysiska besök på bemannade serviceställen, 277 178 fysiska utlån, samt 11 966 nedladdningar av e-böcker, ljudbok och talbok. Exempel på olika medier som finns på Solna stadsbibliotek är fysiska böcker, ljudböcker, Daisy-talböcker, DVD-filmer, TV-spel, musik-CD samt tidningar och tidskrifter. Genom det digitala biblioteket finns även tillgång till e-böcker och e-ljudböcker, samt möjlighet att streama film hemifrån.

## Verksamhet
Under 2014 genomgick Solna stadsbibliotek en HBTQ-certifiering och den 22 januari 2015 blev biblioteken HBTQ-certifierade genom RFSL. Diskrimineringslagstiftningen ligger till grund för bibliotekens arbete. Biblioteken arbetar sedan lång tid tillbaka med likabehandlingsfrågor och dessa frågor ska även vara i fokus i framtiden genom bland annat programverksamhet, medieutbud och internutbildning.
Närmare en tredjedel av Solnas invånare är födda i ett annat land. Biblioteken erbjuder aktiviteter som exempelvis språkcaféer, läxhjälp, "Låna en Solnabo" och andra språkutvecklande aktiviteter som kan ha en särskild betydelse för människor som nyligen kommit till Sverige. 
Genom ett brett programutbud ska biblioteken särskilt prioritera barn och ungas fritid och tillgång till biblioteksutbud. Under 2018 hade biblioteken i Solna totalt 795 olika aktivitetstillfällen - såsom författarbesök, bokprat för skolklasser och sagostunder - varav 492 aktiviteter riktade sig till barn och unga.
För personer som bor i Solna och som inte kan besöka biblioteket på grund av långvarig sjukdom eller funktionsnedsättning erbjuder Solna stadsbibliotek servicen Boken kommer. Böcker och annat biblioteksmaterial körs då regelbundet hem till dessa personer.

## Organisation
Kultur- och fritidsförvaltningen i Solna stad ansvarar för Biblioteken i Solna. Förvaltningen leds av Kultur- och fritidsnämnden.

### Biblioteket i Solna centrum
Biblioteket i Solna centrum ligger mitt i Solna centrum och består av tre publika våningsplan. Biblioteket i Solna centrum är störst till ytan av biblioteken i Solna.

### Bergshamra bibliotek
Bergshamra bibliotek är ett stadsdelsbibliotek med plats för alla: barn, unga, studenter och vuxna. Biblioteket ligger på Bergshamra torg i Bergshamra. Bergshamra bibliotek är ett Meröppet bibliotek sedan oktober 2013. Meröppet är ett elektroniskt inpasseringssystem knutet till låntagarens bibliotekskort som gör biblioteket tillgängligt fler timmar för låntagarna. 

### Ulriksdalsskolans bibliotek
I augusti 2014 öppnade Ulriksdalsskolan, en skola med plats för 900 elever från förskoleklass till årskurs 9. Skolan är belägen i norra delen av Solna nära Ulriksdals station. Biblioteket som ligger i skolan är ett integrerat folk- och skolbibliotek som är öppet för allmänheten två eftermiddagar i veckan.

### Mulle Meck-huset
Mulle Meck-huset är en fantasifull bokstuga på ca 15kvm. Bokstugan är ritad av scenografen Tor Svae, tillsammans med Mulle Meck-skaparna Jens Ahlbom och George Johansson.

## Bilder

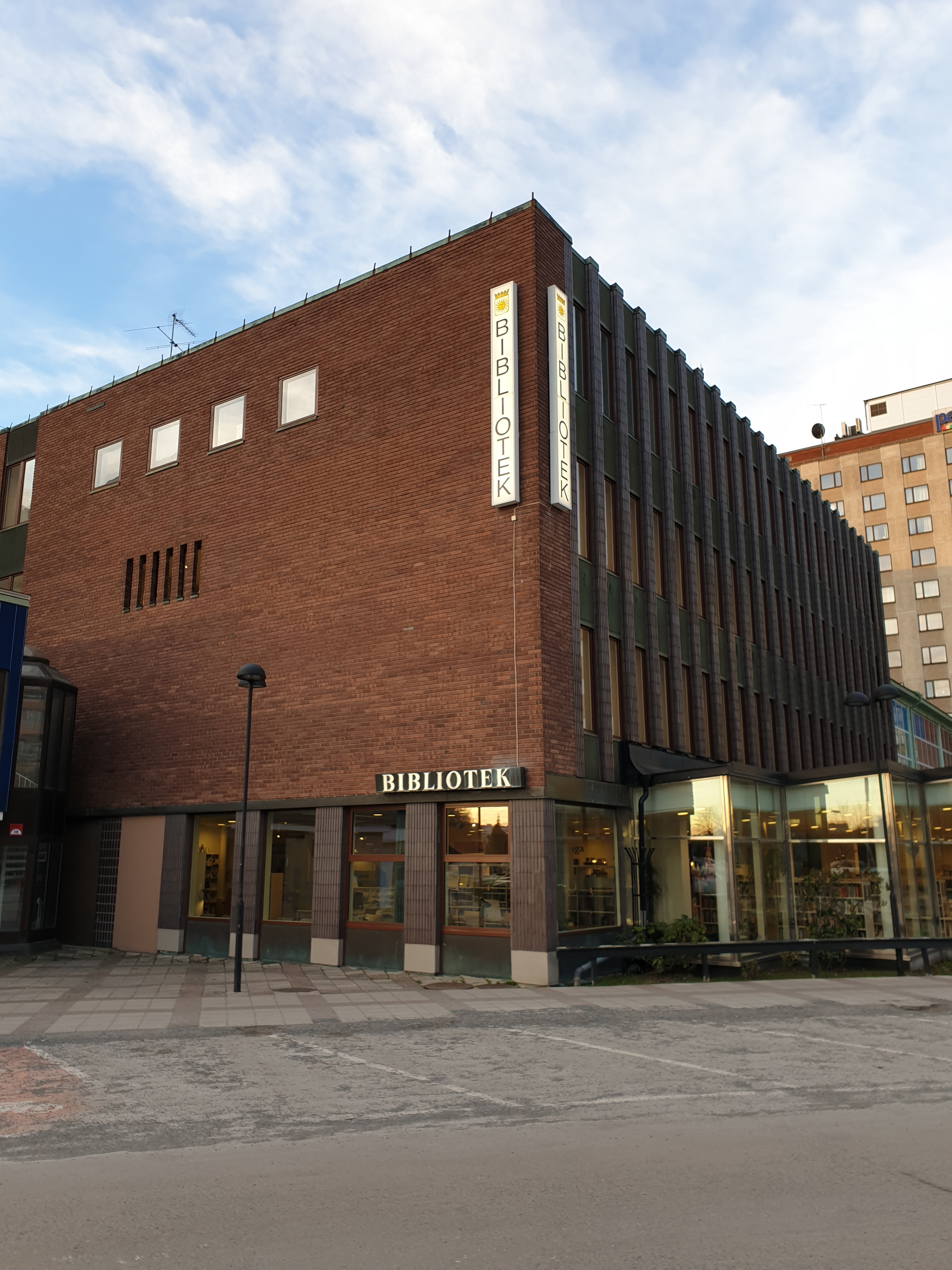
Biblioteket i Solna centrum från utsidan.
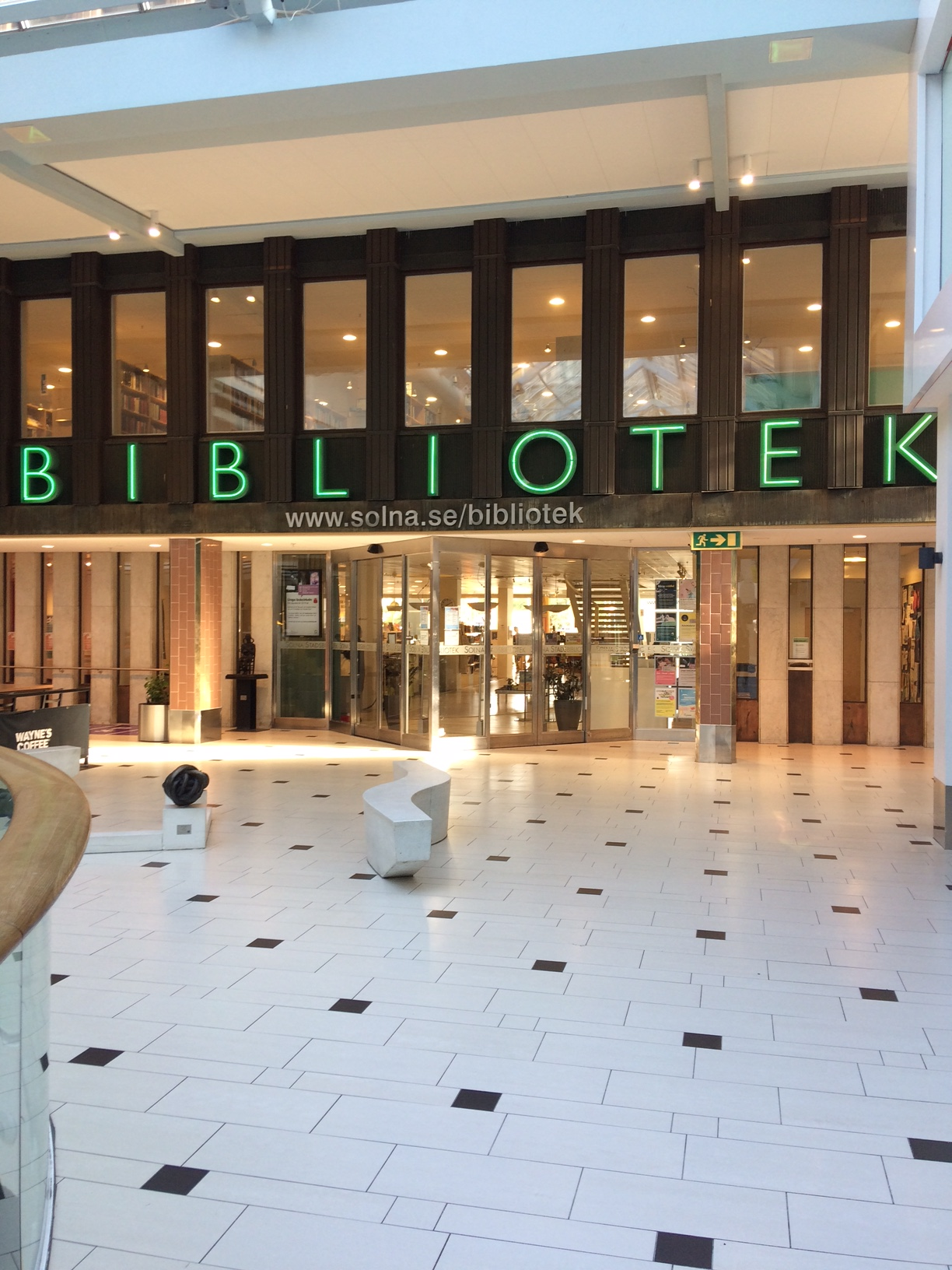
Biblioteket i Solna centrum från entrén.
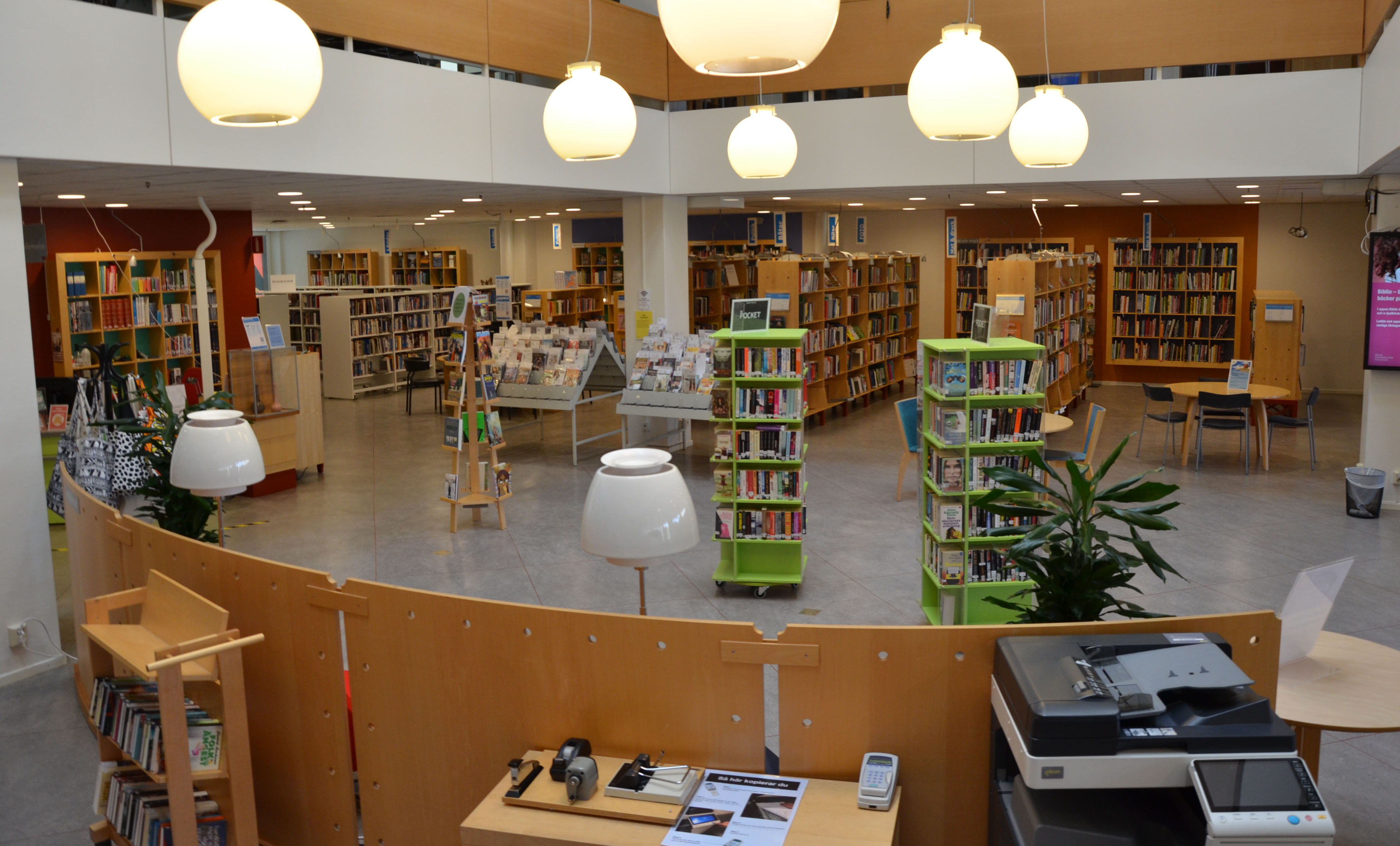
Biblioteket i Solna centrum från insidan.
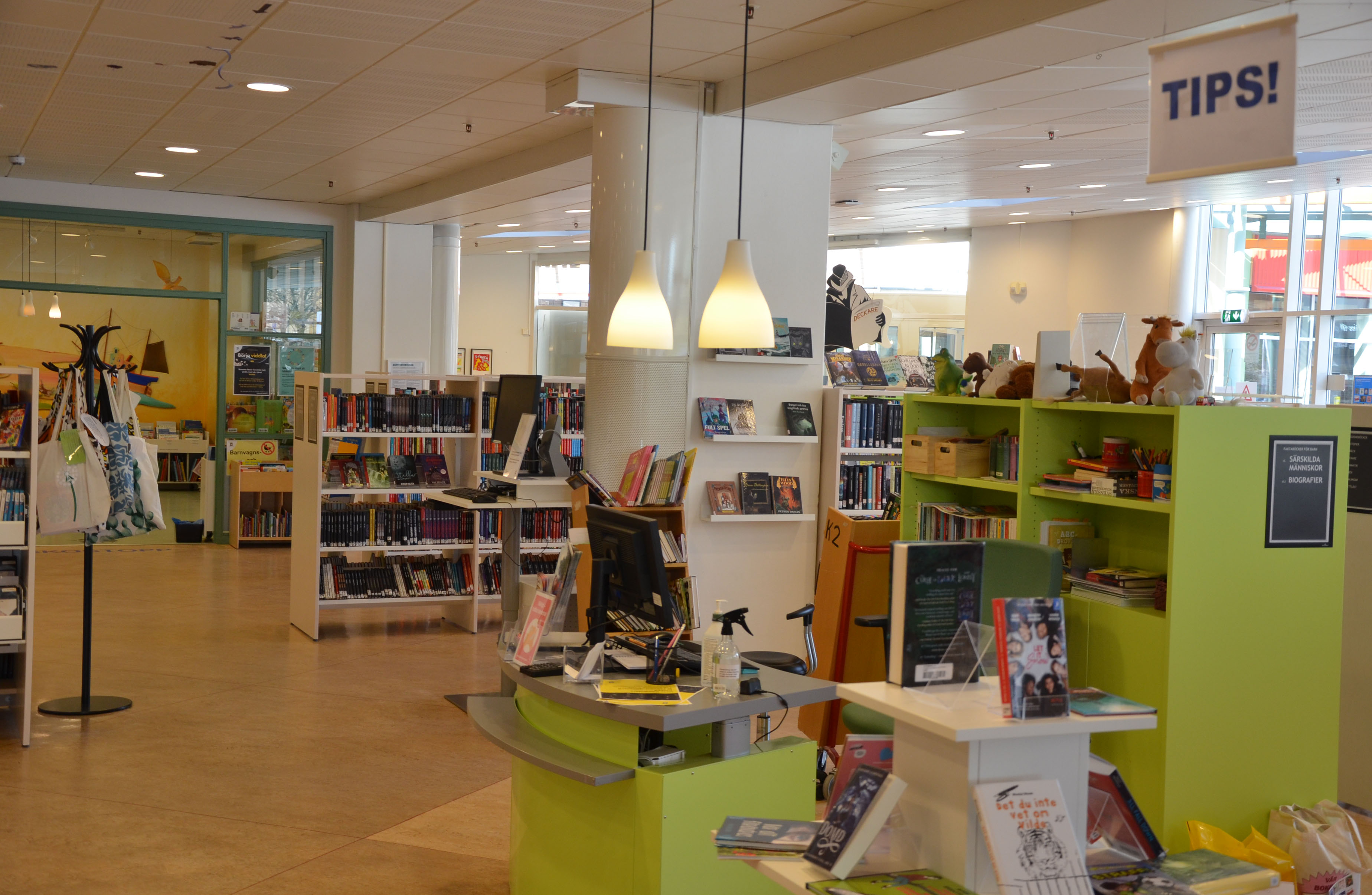
Biblioteket i Solna centrum från insidan – barn- och ungdomsavdelningen.
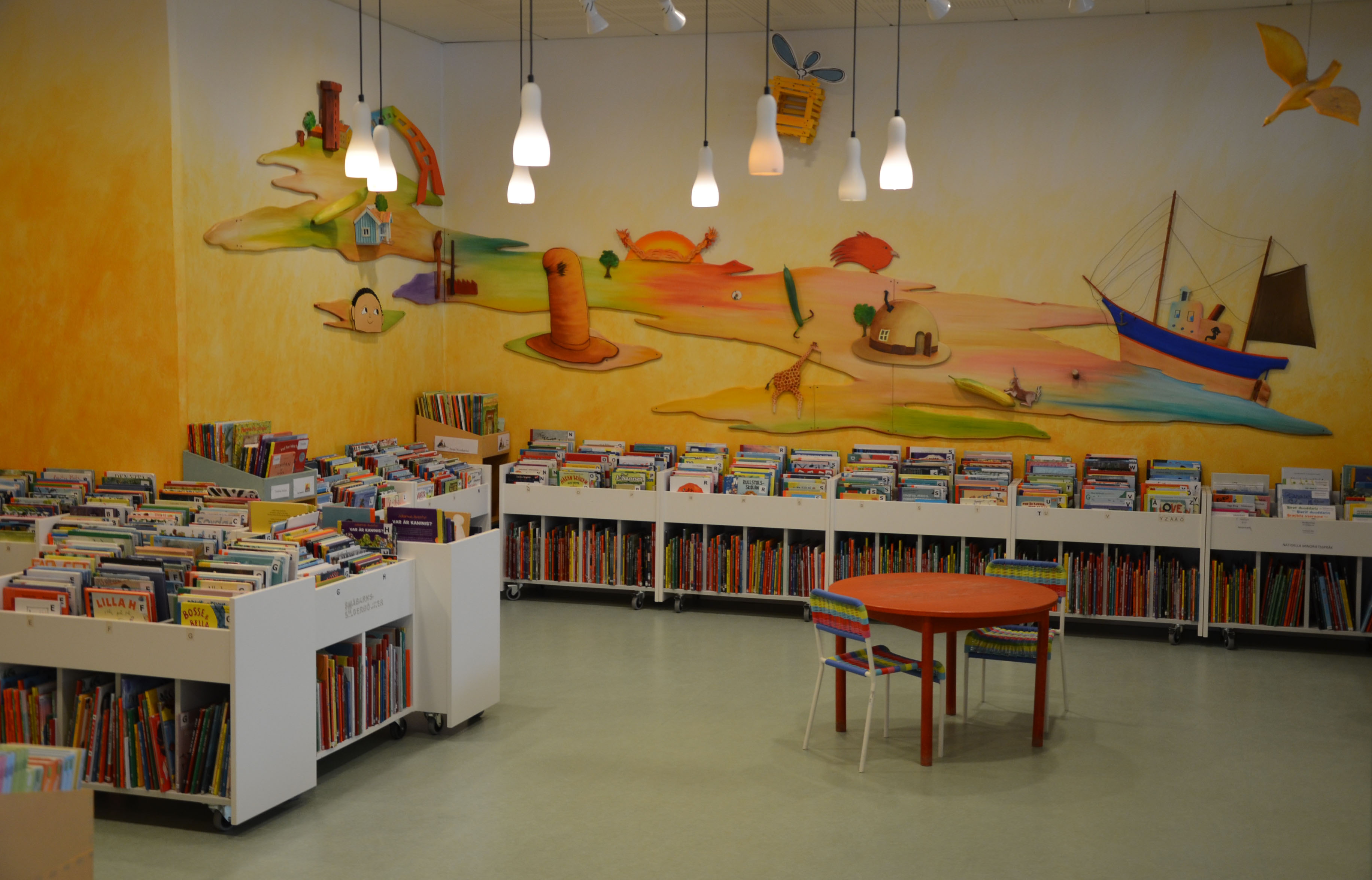
Biblioteket i Solna centrum från insidan. Bilderboksrummet – barn- och ungdomsavdelningen
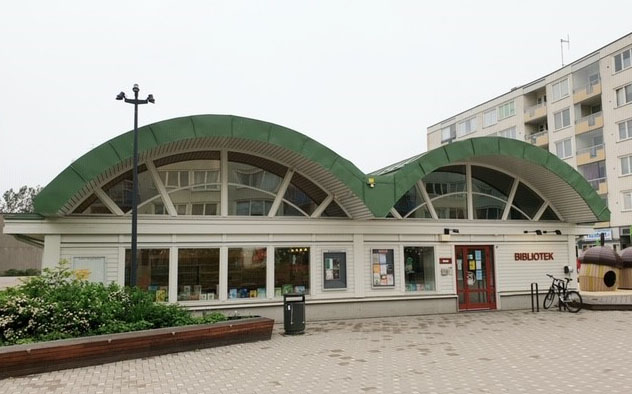
Bergshamra bibliotek från utsidan.
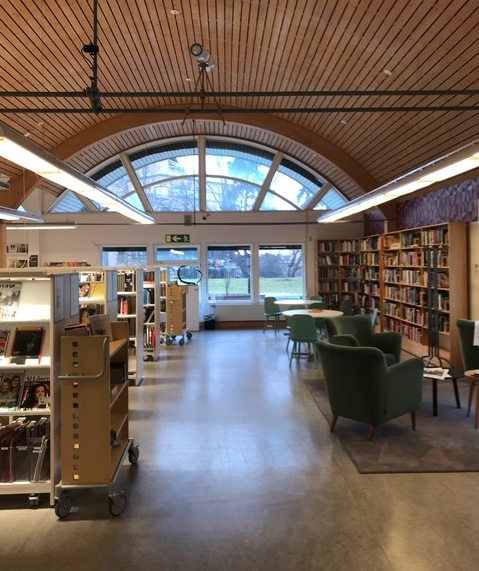
Bergshamra bibliotek från insidan.
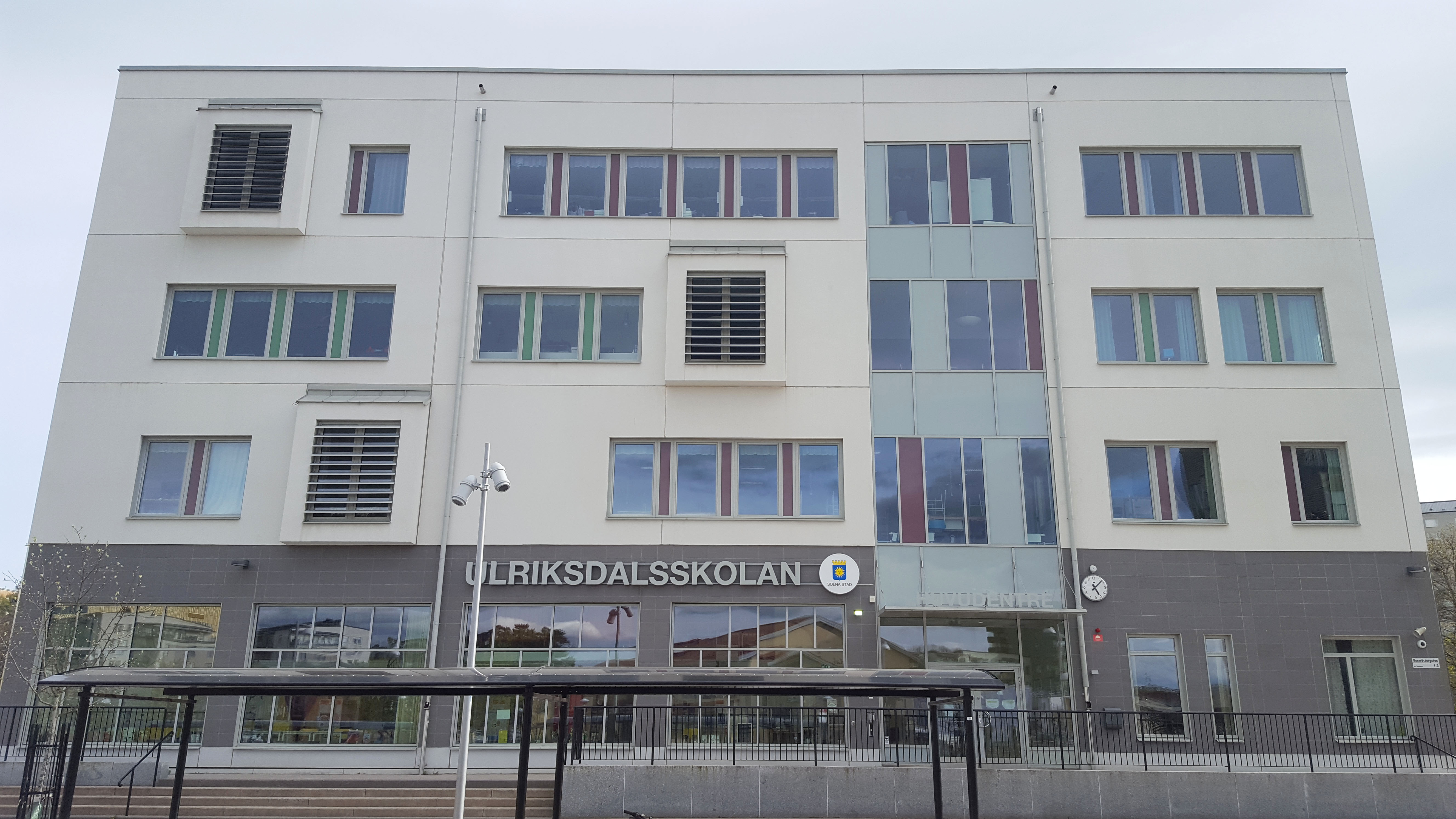
Ulriksdalsskolans bibliotek på bottenplan från utsidan.
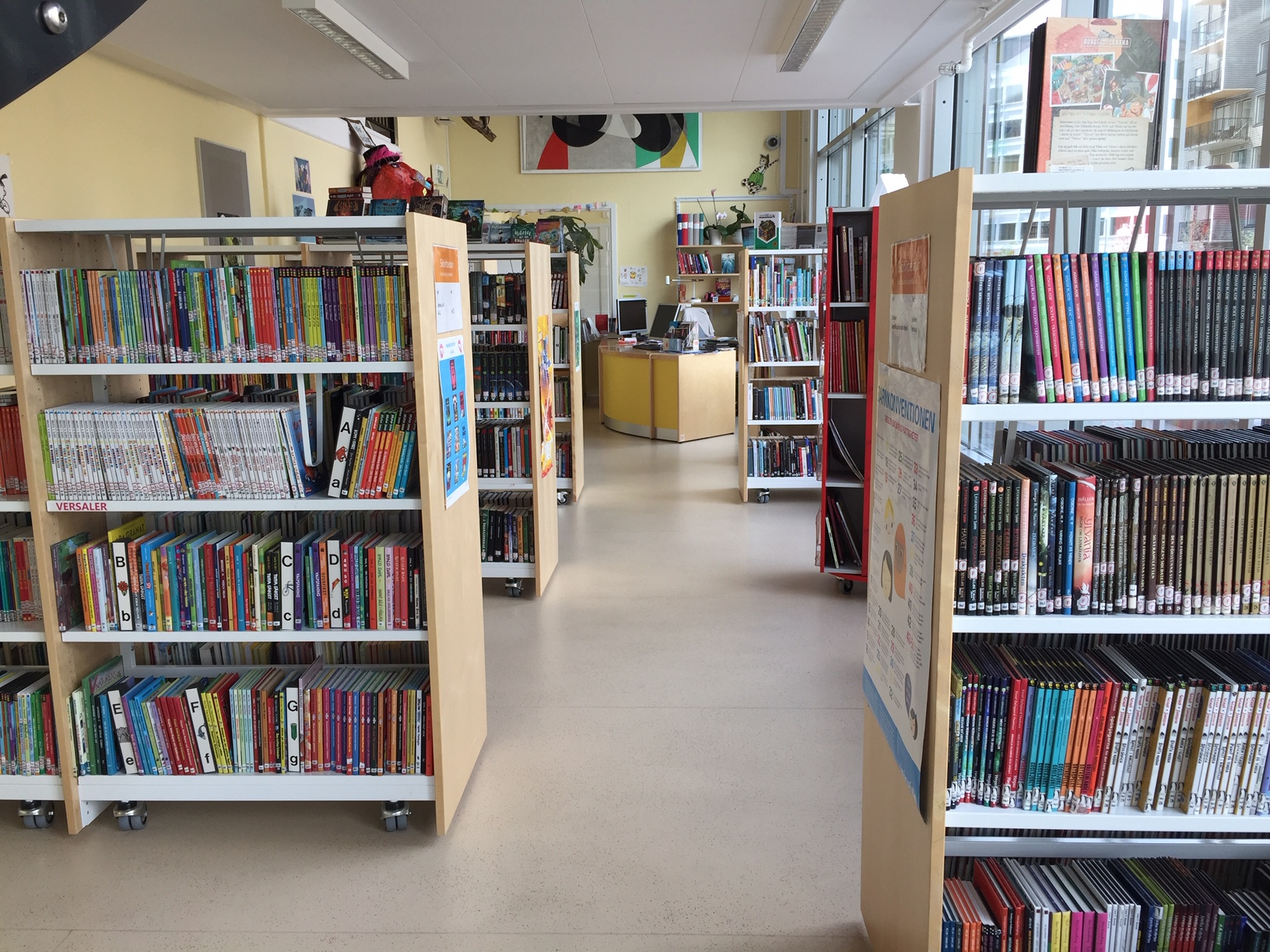
Ulriksdalsskolans bibliotek från insidan.
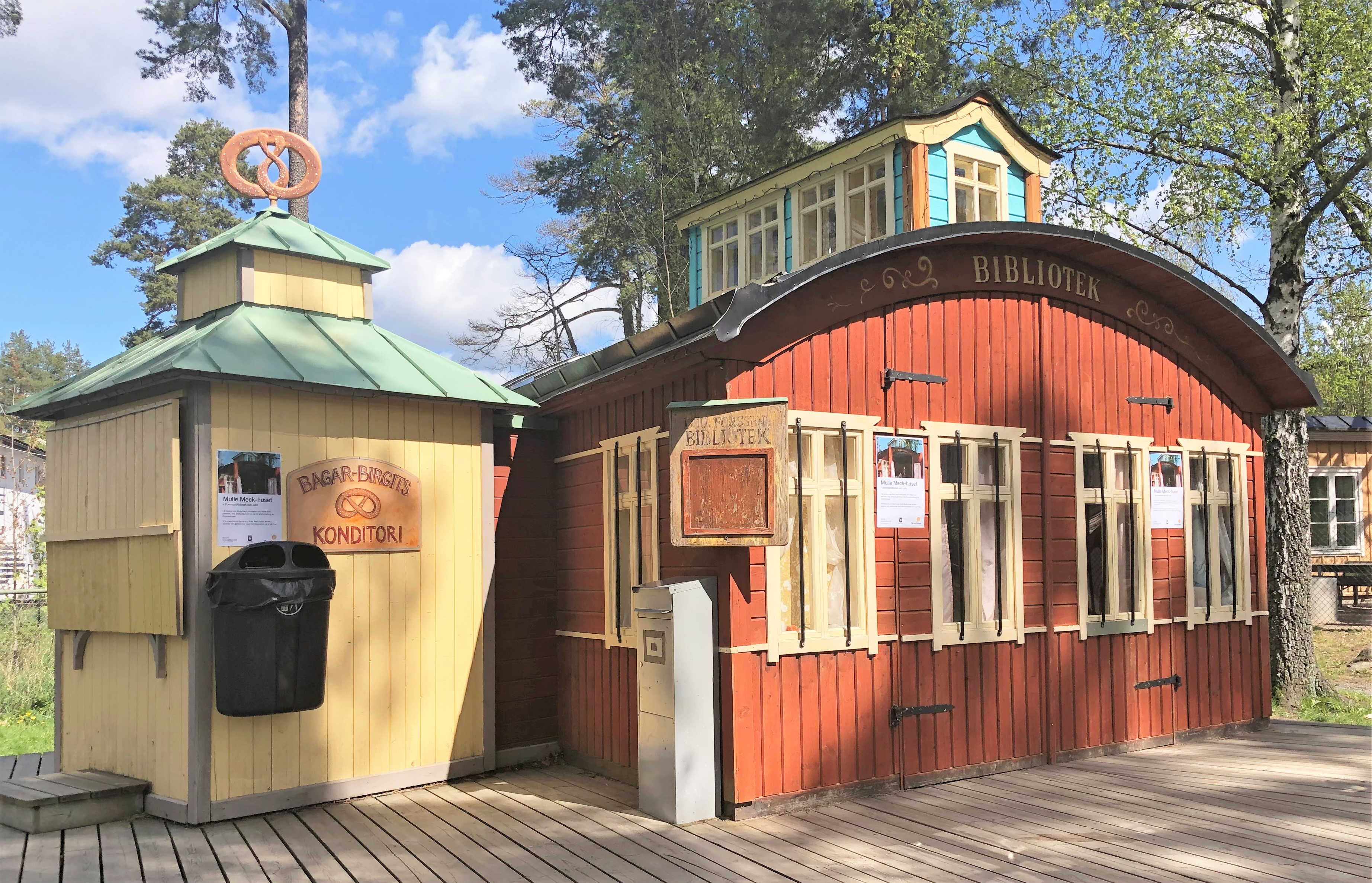
Mulle Meck-huset, bokstuga i Mulle Meck-parken.